# Liste des épisodes des Lapins Crétins : Invasion

Les Lapins Crétins : Invasion est une série télévisée d'animation française adaptée par les studios Ubisoft Motion Pictures. La série s'inspire des personnages homonymes originellement tirés des jeux vidéo développés par la société Ubisoft. Elle est initialement diffusée depuis le 2 août 2013 sur la chaîne Nickelodeon aux États-Unis. Le 17 décembre 2013, Nickelodeon renouvelle la série pour une deuxième saison de 78 épisodes.
En France, elle est diffusée à partir de l'automne 2013 dans l'émission Ludo sur France 3, dès le 31 mars 2014 également dans l'émission Ludo sur France 4, à partir de l'été 2016 dans l'émission TiVi5 Monde sur TV5 Monde, et depuis l'été 2019 sur la chaîne Disney XD France.

## Périodicité
| Saison | Saison | Segments | Épisodes | États-Unis         | États-Unis       | France          | France            |
| Saison | Saison | Segments | Épisodes | Début de saison    | Fin de saison    | Début de saison | Fin de saison     |
|        | 1      | 78       | 26       | 2 août 2013        | 30 octobre 2014  | 14 octobre 2013 | 6 février 2015    |
|        | 2      | 78       | 26       | 4 décembre 2014    | 14 juin 2016     | 7 février 2015  | 27 octobre 2016   |
|        | 3      | 78       | 26       | 21 juin 2016       | 23 juin 2017     | 27 août 2016    | 1er décembre 2017 |
|        | 4      | 78       | 26       | 1er septembre 2018 | 26 décembre 2018 | 4 juillet 2019  | 9 décembre 2019   |

## Épisodes
Note : La liste des épisodes en français et en anglais n'est pas ordonnée de la même façon.

### Première saison (2013-2014)
La première saison fut coproduite par studios Ubisoft Motion Pictures, Nickelodeon et France 3 puis diffusé sur France 3 depuis 3 le août 2013
1. Omelette crétine (Omelet Party)
2. Poulpe crétin (Rabbid Mollusk)
3. Lapin, es-tu là ? (Rabbid, Are You There ?)
4. Braquage crétin (Rabbid Stick-Up)
5. Lapin stop (Stop! No More)
6. Aspiro lapin (Rabbids vs. the Vacuum Cleaner)
7. Tarmac crétin (Runway Rabbids)
8. Crétinmaton (Rabbids Say Cheese)
9. Supermarché crétin (Rabbid Market)
10. Alerte aux lapins crétins (Raving Lifeguard)
11. Ascenseur crétin (Elevatorus Rabbidinus)
12. Portrait crétin (Until Rabbids Do You Part)
13. Lapin Flash (Rabbid Radar)
14. Distributeur crétin (Rabbids Against the Machine)
15. Téléphone crétin (Ring! Bwaah!)
16. Plage crétine (Rabbid Playa)
17. Radio crétin (Radio Rabbid)
18. Fast-food crétin (Fast Food Rabbid)
19. Escalator crétin (Escalator Rabbid)
20. Lapin scout (Scout Rabbids)
21. Lapin hibernation (Jurassic Rabbid)
22. Lapin vache (Moo Rabbids)
23. Digicode crétin (Keypad Rabbids)
24. Espion lapin (Special Agent Rabbids)
25. Lapin pif (Schnoz Rabbid)
26. Musée crétin (Museum Rabbids)
27. Lapins volants (Kite Rabbids)
28. Lapin surgelé (Never Refreeze a Rabbid)
29. Lapin DJ (Music Rabbid)
30. Réveil crétin (Wake Up, Rabbids!)
31. Crétin téléguidé (R.C. Rabbid)
32. Queue de lapin (Get in Line, Rabbids!)
33. Collant crétin (Sticky Rabbid)
34. Expérience lapin n° 98002-c : la plate-forme (Rabbid Test N°98002-c: the Platform)
35. Lapin de bois (Rabbidocchio)
36. Expérience lapin n° 98003-c : le cube (Rabbid Test N°98003-c: the Cube)
37. Lapin puce (Rabbids with Fleas)
38. Élévation crétine (Rabbid Elevation)
39. Carton crétin (Surprise Rabbid)
40. Expérience lapin n° 98001-c : le miroir (Rabbid Test N°98001-c: the Mirror)
41. Super lapin (Super Rabbid)
42. Traversée crétine (Dueling Rabbids)
43. Expérience lapin n° 98004-c : les animaux (Rabbid Test N°98004-c: the Animals)
44. Lapin gonflé (Flight of the Rabbids)
45. Le crétin de l'espace (The Rabbid Who Fell to Earth)
46. Vachement crétin (Holy Rabbid-Cow!)
47. Picore lapin (Pecking Rabbid)
48. Lapinmobil (Rabbidmobile)
49. Hypnolapin (Hypno Rabbid)
50. Lapin prisonnier (Prisoner Rabbid)
51. Rêves crétins (Rabbid Dreams)
52. Ronflement crétin (Snoring Rabbid)
53. Objectif crétin (Rabbid Race to the Moon)
54. Jeux crétins (Rabbid Games)
55. Expérience lapin n° 98005-c : la différence (Rabbid Test Nº98005-c: the Blue Rabbid)
56. Toutou lapin (Rabbid Doggies)
57. Expérience lapin n° 98006-c : la chaise (Rabbid Test Nº98006-c: the Chair)
58. Lapin soif (Raving Thirst)
59. Alien crétin (Raving Alien)
60. Infiltration crétine (Rabbid Like Me)
61. Lapin Mozart (Rabbid Mozart)
62. Parasol crétin (Rabbid Parasol)
63. Ponton lapins (Rabbid's Rules of Order)
64. Gargouillis crétins (Rabbid Tummy Rumble)
65. Plop crétin (Plunger Rabbids)
66. Dents de lapin (Vampire Rabbid)
67. Lapin poule (Raving Chicken)
68. Lapin classe (Rabbid Snob)
69. Zombie crétin (Zombie Rabbid)
70. Halloween crétin (Rabbid Halloween)
71. Sapin crétin (O'Come All Ye Rabbids)
72. Rhume crétin (Sneezy Rabbid)
73. Route crétine (Why Did the Rabbid Cross the Road ?)
74. Savon crétin (Slippery and Soapy)
75. Coffre-fort crétin (Safe Deposit Rabbids)
76. Tuyaux crétins (Dream On, Rabbid)
77. Slip lapin (Rabbid Undies)
78. Lapin 2.0 (Rabbid 2.0)

### Deuxième saison (2014-2016)
Nickelodeon renouvelle la série pour une deuxième saison diffusé depuis 11 octobre 2014 sur Nickelodeon. 

Cette saison a été coproduite par studios Ubisoft Motion Pictures, Nickelodeon et France 3.
1. Dans la peau d'un lapin (Being Rabbid)
2. Diète crétine (Rabbid Diet)
3. Reflet dans un œil de crétin (Reflections in a Rabbid Eye)
4. Lapin vert (Green Rabbid)
5. Lapin star (Star Rabbid
6. Obsession crétine (Rabbid Obsession)
7. Le crétinoïde (Rabbidroid)
8. Compression crétine (Rabbid Compression)
9. Crise de crétinerie (Rabbid Fit)
10. Lapin d'aveugle (Guide-Rabbid)
11. Le mystère des lapins disparus (The Mystery of the Disappearing Rabbids)
12. Copains comme crétins (Rabbids BFFs)
13. Le lapin de la lune (The Moon Rabbid)
14. Lapin rêveur (Dreaming Rabbid)
15. Secretin (Rabbid Secrets)
16. Lapin love (Love Rabbid)
17. Choix crétins (Super Inventive Rabbids)
18. Visite au pays des crétins (Welcome to Rabbidland)
19. Cours lapin, cours (Run, Rabbid, Run!)
20. Un crétin dans la mafia (Mafia Rabbids)
21. Le crétin de l'Ouest (Wild West Rabbid)
22. Déguisement crétin (Dressed Up Rabbid)
23. Complexe crétin (Self-Conscious Rabbid)
24. Crétins associés (Rabbid Associates)
25. Foyer crétins (Rabbid Home)
26. Lapin grillé (Rabbid Toast)
27. Crétin aphone (Voiceless Rabbid)
28. Un peu plus près des crétins (Rabbid Rocket for Grandma)
29. Dans la peau d'un lapin 2 (Being Rabbid – Part 2)
30. Lapollo 11 (Appallo 11)
31. Envahisseur crétin (Rabbid Invaders)
32. Voix crétine (Mother Rabbid)
33. Babysitting crétin (Rabbid Babysitting)
34. Un intrus chez les lapins (An Intruder Among the Rabbids)
35. Drone de crétin (Buddy Rabbids)
36. Chevauchée crétine (Rabbids Stage Coach)
37. Lapin boudin (Sulky Rabbid)
38. Les Lapins de l'Amour (Love-Struck Rabbid)
39. Sans lune crétine (Moonless Rabbids)
40. Le dernier lapin (The Last Rabbid)
41. Mini Crétin (Mini-Rabbid)
42. Négociation crétine (Rabbid Negotiation)
43. Pilote d'essai crétin (Rabbid Test Pilot)
44. Fanfare crétine (Rabbid Brass Band)
45. Mini crétin et maxi poule (Mini Rabbid vs. Giant Chicken)
46. Crétins de compagnie (Rabbid Fetch)
47. Évasion crétine (Rabbid Escape)
48. Lapin garou (Rabbid Werewolf)
49. Lapin invisible (Invisible Rabbid)
50. Hymne crétin (Rabbid Anthem)
51. La machine à crétiner n'importe où (The Incredible Rabbid Space Time Machine)
52. Peluche crétine (Rabbiddoll)
53. Ruses crétines (Rabbid Stratagems)
54. La Saint-Valentin des lapins (A Rabbid's Valentine)
55. L'étrange créature du Dr. Mad Lapin (Rabbidstein)
56. Anti-gravitation crétine (Anti Grabbidy)
57. Marionnette crétine (Rabbid Dummy)
58. Deux crétins en orbite (Two Rabbids in Orbit)
59. Le rayon zappe lapin (Rabbid Remote)
60. L'école des crétins (Rabbid School)
61. Lapins perdus (Lost Rabbids)
62. La malédiction du Crétinkhâmon (The Curse of Rabbidkhamun)
63. Mad Lpain contre les robots (Mad Rabbid vs. the Robots)
64. Gang de crétins (Rabbids Gang)
65. Lapin lumière (Glow Rabbid)
66. Les crétins font du ski (Rabbids Go Skiing)
67. Le slip fantastique du Dr Mad Lapin (Dr. Mad Rabbid’s Super-Duper Iron-Clad Underpants)
68. Monstrueusement crétins (Monstrous Rabbids)
69. Mad Lapin et la moustache du génie (Mad Rabbid and the Genius's Mustache)
70. Crétin plumé (Feathered Rabbid)
71. Magicrétin (Queen of Rabbid)
72. Amnésie crétine (Rabbid Amnesia)
73. Lapin 000 (Rabbid 00Zilch)
74. Mad Lapin et clones crétins (Mad Rabbid and the Rabbid Clones)
75. La mouche du Dr Mad Lapin (Mad Fly Rabbid)
76. Les crétins du 3e type (Rabbid of the Third Kind)
77. Le pacte super crétin (The Pact of the Super Rabbids)
78. Sur la piste des crétins (On the Rabbid Trail)

### Troisième saison (2016-2017)
Nickelodeon renouvelle la série pour une troisième saison diffusée sur la chaîne depuis 21 juin 2016.

Tout comme aux autres saisons, celle-ci fut coproduite par Ubisoft Motion Pictures, Nickelodeon et France 3.
1. Un lapin chez les Crétins (Odd Rabbid Out)
2. Crétin sans fin (Rabbid on Repeat)
3. Les crétins s'évadent (Rabbid Real Estate Rampage)
4. Le mur anti-crétins (Checkpoint Rabbid)
5. Thèse crétine (Rabbid Theory)
6. Cinécrétin (Rabbid on Film)
7. Dôme crétin (Bubble-Wrap Rabbid)
8. Apprenti crétin (Rabbid Assistants)
9. Bande Originale crétine (Rabbid Soundtrack)
10. Quiz crétin (Rabbid Quiz)
11. Coéquipiers crétins (Team Rabbid)
12. Crétin gorille (Gorilla Rabbid)
13. Crétin et mat (Rabbid Mate)
14. Bestiaire crétin (Animal Rabbid)
15. Cauchemar crétin (Rabbid Nightmare)
16. Dans la peau d'un crétin 3 (Being Rabbid Part 3)
17. Tribunal crétin (Rabbid on Trial)
18. Jumeau crétin (Rabbid Twin)
19. Motards crétins (Biker Rabbids)
20. Lapinsommiaque (Rabbidzzzzzz)
21. Menottes crétines (Rabbid Handcuffs)
22. Crétinbowl 1 (Rabbidbowl Part 1)
23. Crétinbowl 2 (Rabbidbowl Part 2)
24. Justiciers crétins (Heroic Rabbids)
25. Un alien chez les crétins (An Alien Amongst the Rabbids)
26. Crétin de service (Helpful Rabbid)
27. Recongélation crétine (Rabbid Re-Freeze)
28. Téléportacrétins (Teleportarabbids)
29. Crétinus carnivorus (Rabbidus Carnivorous)
30. Crétins et balle perdue (Lost Ball Rabbids)
31. Poisson crétin (Rabbid Fishing)
32. Crétins au bout du monde (Rabbids at the Edge of the World)
33. Chevaliers crétins (Rabbid Knights)
34. Papa crétin (Rabbid Dad)
35. Tribu crétine (Rabbid Tribe)
36. Pirates crétins (Rabbid Ahoy)
37. Mona Crétina (Mona Rabbida)
38. La marche des crétins (The March of the Rabbids)
39. Vaudou crétin (Voodoo Rabbid)
40. Trésor crétin (Rabbid Treasure)
41. Aéro crétin (Flying Rabbids)
42. Crétin glacial 1 (Freezing Rabbid Part 1)
43. Crétin glacial 2 (Freezing Rabbid Part 2)
44. Crétin radioactif (Radioactive Rabbid)
45. Crétin charmant (Rabbid Charmin)
46. Crétins à rebours (Rabbid Countdown)
47. Crétin 000 contre les Pingouins (Rabbid 000 vs. The Penguins)
48. Parc à crétins (Time Travel Rabbids)
49. Crétin pingouin (Rabbid Penguin)
50. Énergie crétine (Rabbid Power)
51. Crétin l'Enchanteur (Excalirabbid)
52. Noël crétin (Rabbid Santa)
53. Le lapin de neige (Snow Rabbid)
54. L’œuf du crétin (Egg-ceptional Rabbid)
55. SAV Crétin (Customer Service Rabbid)
56. Roue crétine (Rabbid Wheel)
57. La brosse à crétins (Rabbid Toothbrush)
58. Lapin imitateur (Copycat Rabbid)
59. Dur à cuire crétin (Neat Freak Rabbid)
60. Épidémie crétine (Rabbid Epidemic)
61. Lapin tricycle (Tricycle Rabbid)
62. Bowling crétin (Bowling Rabbid)
63. Défibrillateur crétin (Defibrillator Rabbid)
64. Panne crétine (Rabbid Breakdown)
65. Croisière crétine (Rabbid Cruise)
66. Crétin rôti (Spit-Roast Rabbid)
67. Jurassic Crétin (Rabbid Park)
68. Coaching crétin (Rabbid Enlightment)
69. Le crétinosaure du pôle (Between a Rabbid and a Hard Place)
70. Super Crétin contre Super Pingouins (Super Rabbid vs. Super Penguins)
71. Petit frère crétin (Rabbid Little Brother)
72. Trauma crétin (Safety Rabbid)
73. Crétindigeste (Rabbindigestion)
74. Un Cro-Magnon chez les crétins (A Cro-magnon Among the Rabbids)
75. Crétinik nounou (Nanny Rabbid)
76. La fille du Dr Mad Lapin (Dr. Mad Rabbid's Daughter)
77. Canicule crétine 1 (Rabbid Heatwave Part 1)
78. Canicule crétine 2 (Rabbid Heatwave Part 2)

### Quatrième saison (2018)
France 3 renouvelle le dessin animé par une quatrième saison diffusé depuis le 1er septembre 2018 sur sa chaîne.
Contrairement aux autres saisons, celle-ci a été coproduite par Ubisoft Motion Pictures et France 3.
1. Mad Lapin et le secret du sous-marin volant (Mad Rabbid And The Secret Of The Flying Submarine)
2. La revanche du lapin taupe (The Revenge Of The Rabbid Mole)
3. Section spéciale crétins (Rabbid Special Unit)
4. Crétin d'élite (Rabbid Elit)
5. Crétin comme un pot (Rabbid As A Doorknob)
6. Pique-nique crétin (Rabbid Picnic)
7. Échange de cerveaux crétins (Rabbid Brain Exchange)
8. Le crétin de la jungle (Rabbid Of The Jungle)
9. Lapin princesse (Rabbid Princess)
10. Carbu-crétin (Rabbid Road-Warrior)
11. Jockey crétin (Rabbid Jockey)
12. Vikings crétins (Viking Rabbids)
13. Bagnards crétins (Rabbid Jailbirds)
14. Crétins sous les tropiques (Tropical Rabbids)
15. Dragon crétin (Rabbid-Dragon)
16. Boxe crétine (Boxing Rabbids)
17. Clowns crétins (Rabbid Clowns)
18. Lapin aventurier et le barbecue maudit (Rabbid And The Barbecue Of Doom)
19. Carnaval crétin (No Costume For A Rabbid)
20. Cupidon crétin (Rabbid Cupid)
21. Le petit lapin rouge (Little Red Rabbid Hood)
22. Lapin nounours (Teddy-Rabbid)
23. L'île aux crétins (Rabbid's Island)
24. Crétin masqué (The Masked Rabbid)
25. Dartacrétin (Musketeer Rabbid)
26. Labyrinthe crétin (Rabbids In The Maze)
27. Piraterie crétine - partie 1 (Rabbid Pirates Part 1)
28. Piraterie crétine - partie 2 (Rabbid Pirates Part 2)
29. Enquête crétine (Rabbid Investigation)
30. Exfiltration crétine (Rabbid Exfiltration)
31. Crétins en péril (Rabbids In Trouble)
32. Passager crétin (The Rabbid Stowaway)
33. Crétin 000 contre le capitaine Furax (Rabbid 000 Vs Captain Furious)
34. La nuit des zombies crétins (Night Of The Living-Rabbids)
35. Les crétins de l'évasion (The Great Rabbid Escape)
36. Crétin du volant (Drive, Rabbid!)
37. Poursuite crétine (The Great Rabbid Chase)
38. Capitaine Mad contre les aliens (Captain Mad Vs The Aliens)
39. Chasseur de fantômes crétins (Ghost-Rabbid)
40. Crétin des voleurs (Robber Rabbid)
41. La fiancée de Draculapin (The Bride Of Bwah-Cula)
42. Le mariage de Draculapin (Bwah-Cula's Wedding)
43. Pour l'amour de Crétin 000 (The Bowtie And The Rabbid)
44. Allergie crétine (Rabbid Allergy)
45. Crétins aztèques (Aztec Rabbids)
46. Quête crétine (The Rabbid Quest)
47. Totem crétin (Search For The Rabbid Totem)
48. Mutation crétine (Rabbid Mutation)
49. Trône crétin (Battle For The Rabbid Throne)
50. Crétine attaque (Rabb-Attack)
51. Crétin de la jungle et l'armée des trois crabes (Jungle Rabbid And The Army Of The Three Crabs)
52. Commando crétin (Commando Rabbid)
53. Les crétins contre le chaton infernal (Rabbids Vs The Infernal Kitten)
54. Paradoxe crétin (The Rabbid Paradox)
55. Crétin du futur (The Rabbid From The Future)
56. Petit papa crétin contre la dinde de Noël (Santa Rabbid Vs The Christmas Turkey)
57. Crétin des alpages (Cow And Rabbid)
58. Requin crétin (Shark-Rabbid)
59. Crétin de jardin (Garden Rabbid)
60. Un sous-marin dans le crétin (A Sub Inside The Rabbid)
61. Énigme crétine (Rabbid Riddle)
62. Paquebot crétin (The Rabbid Boat)
63. Business crétin (Rabbid Kitty Business)
64. Gladiatus cretinus (Rabbidus Gladiatus)
65. Fermière crétine (Rabbid Getaway)
66. L'attaque des mouches crétines (The Attack Of The Rabbid Flies)
67. Crétin 000 contre le fils de Dark Lapin (Rabbid 000 Vs The Son Of Dark Rabbid)
68. Circus crétin (Circus Rabbid)
69. Crétin de combat (Fightin' Rabbids)
70. Les trois mouscrétins (The Three Rabbid-Teers)
71. Naufrage crétin 1re partie (The Castaway Rabbid Part 1)
72. Naufrage crétin 2e partie (The Castaway Rabbid Part 2)
73. Crétin coq et le poussin perdu (Rabbidrooster And The Lost Chick)
74. Mad Lapin et l'astrolabe de Léonard (Mad Rabbid And Leonardo's Astrolabe)
75. Mad Lapin et l'île aux bretzels 1re partie (Mad Rabbid On Pretzel Island Part 1)
76. Mad Lapin et l'île aux bretzels 2e partie (Mad Rabbid On Pretzel Island Part 2)

Source pour les dates de diffusion : senscritique.com